# Volodímir (ciudad)
Volodímir (en ucraniano: Володи́мир, Volodýmyr; en latín: Lodomeria; en polaco: Włodzimierz) es una ciudad de Ucrania, capital del raión homónimo en la óblast de Volinia.
En 2018, tenía una población de 38 901 habitantes. Desde 2020 es sede de un municipio con una población total de unos cuarenta y dos mil habitantes, que incluye como pedanías ocho pueblos: Voshchatyn, Dihtiv, Zarichia, Láskiv, Novosilky, Orani, Sujódoly y Fédorivka.
La ciudad es el centro histórico de la región de Volinia, la capital del Principado de Volinia. Está ubicada a orillas del río Luga, y se encuentra a 74 km al oeste de Lutsk, la capital del óblast, a 550 km de Kiev, a 11 km al este de la frontera polaca, y a unos 100 km al norte de la bielorrusa.
A 5 km al sur de Volodímir se encuentra Zymne, que cuenta con el monasterio ortodoxo más antiguo de Volinia.

## Toponimia
En español, el nombre de la ciudad es Vladimir.  El nombre latino medieval de la ciudad sirvió para nombrar al Reino de Galicia y Lodomeria en el Imperio austrohúngaro, del cual la ciudad no era parte.

## Historia
La ciudad es una de las más antiguas de Rutenia. La primera mención que se ha encontrado es del año 884, bajo el nombre de Ladomir, y con su nombre actual es de la segunda mitad del siglo X, de 988. Empero, se atribuye la fundación de la ciudad a Vladimiro el Grande en 992.  Pronto se convertiría en capital de un principado y sede de un obispado ortodoxo. En el siglo XIII pasó a formar parte del Principado de Galitzia-Volynia, siendo uno de los más importantes centros comerciales de la región. En el siglo XIV, el Metropolita de Kiev y toda Rus Teognosto residió en la ciudad varios años antes de trasladarse a Moscú. Ataques tártaros en 1240, 1260, 1491 y 1500, hicieron a la villa entrar en declive temporalmente.
En 1349, fue capturada por el rey Casimiro III de Polonia y desde entonces permaneció en la esfera de influencia del Reino de Polonia. Sin embargo, en 1370 fue romada por el Gran Ducado de Lituania y no sería hasta la Unión de Lublin de 1569 que no volvería a ser parte de la Corona de Polonia. En ese intervalo, la ciudad recibió los Derechos de Magdeburgo en 1431. El 17 de julio de 1792, tuvo lugar cerca de la ciudad la batalla de Włodzimierz en la que una tropa numéricamente inferior encabezada por Tadeusz Kościuszko derrotó al ejército ruso. La ciudad permaneció en manos polacas hasta las Particiones de Polonia de 1793, cuando fue anexionada al Imperio ruso.
En los siglos XVIII y XIX,, la ciudad empezó a crecer rápidamente, y entre la gente que se asentó allí había una proporción bastante alta de judíos. En la segunda mitad del siglo XIX, eran la mayoría de los habitantes de la localidad.  De acuerdo al Diccionario Geográfico del Reino de Polonia y otros países eslavos a finales del siglo XIX la ciudad tenía 8.336 habitantes, de los cuales 6.122 eran judíos.
Inmediatamente después de la Primera Guerra Mundial, el área fue objeto de disputa entre Polonia, la Rusia bolchevique y la República Nacional Ucraniana, y fue capturada en por el 17º regimiento polaco en la madrugada del 23 de enero de 1919. En el período de entreguerras la ciudad fue sede de un powiat dentro del Voivodato de Volinia, y albergaba una fuerte guarnición. Tras el Pacto Mólotov-Ribbentrop, la ciudad sería capturada por fuerzas soviéticas en 1939, y en 1941 por las alemanas, que durante la Segunda Guerra Mundial instalarían en las inmediaciones de la ciudad un campo de concentración. En el transcurso de la contienda, la región fue centro de operaciones del Ejército Insurgente Ucraniano (UPA), a partir del año 1943, siendo liberada por el Ejército Rojo y anexionada a la RSS de Ucrania. Al nordeste de la ciudad, en Jovtnevoy se situó una base aérea en el contexto de la Guerra Fría. Desde la disolución de la Unión Soviética en 1991, es parte de la Ucrania independiente.
Antes de la fundación del actual municipio en 2020, la ciudad formaba por sí sola un ayuntamiento urbano sin pedanías. Este ayuntamiento no formaba parte del raión homónimo del que ya era sede administrativa, pues Volodímir-Volinski estaba constituida como ciudad de importancia regional, una unidad administrativa equiparada a un raión y directamente subordinada a la óblast.

## Iglesias de Volodímir

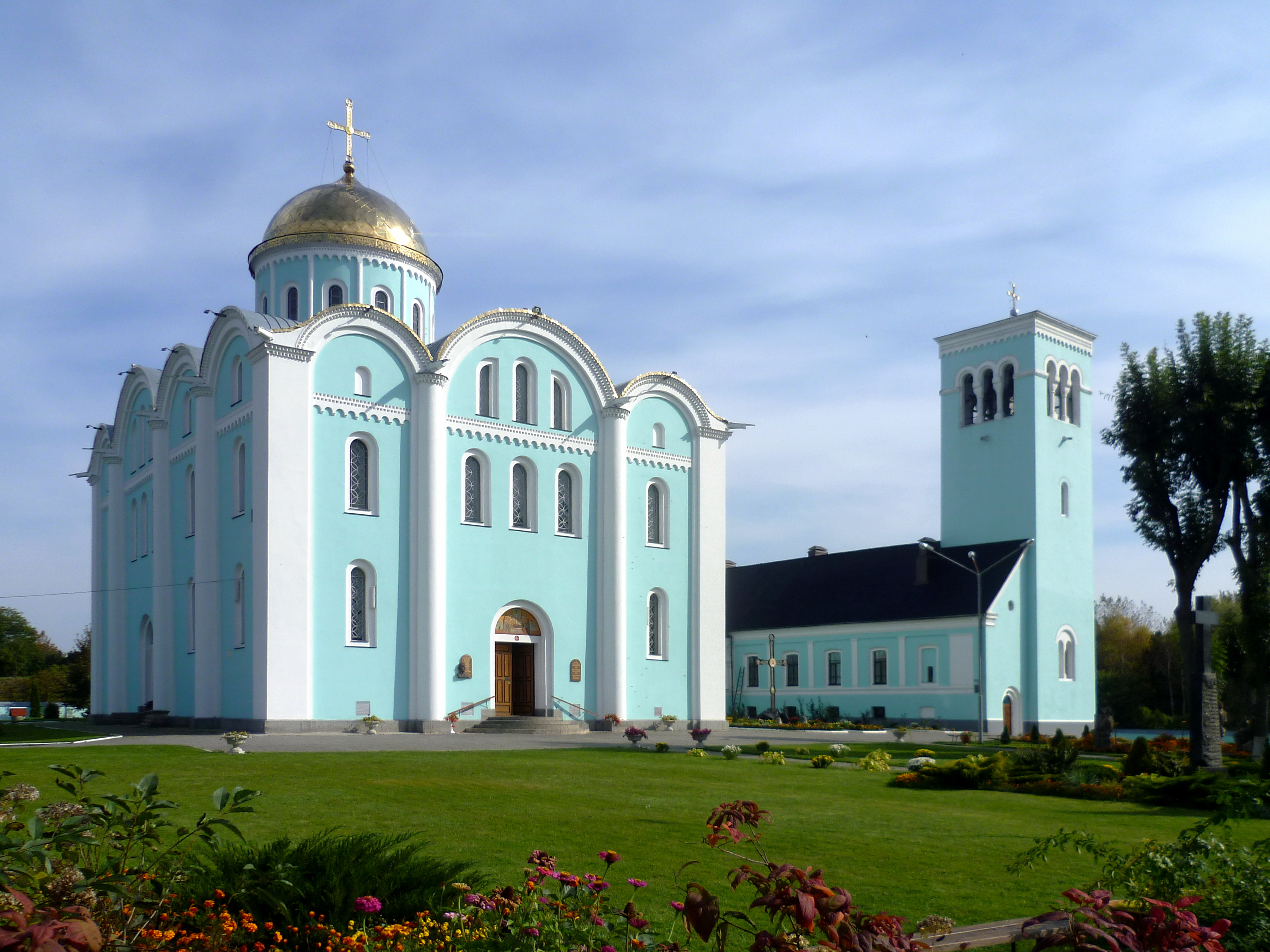
Catedral de la Asunción construida por orden de Mstislav Iziaslávich en 1160, que se derrumbó en 1829, restaurada en 1896-1900.

El lugar más antiguo de adoración de la ciudad es el llamado Jram de Volodýmyr, erigido a varios del centro moderno de la ciudad, siendo mencionado por primera vez en la Crónica de Galitzia y Volinia de 1044. La iglesia más antigua existente es la Catedral de la Asunción, construida por Mstislav Iziaslávich en 1160. A finales del siglo XVIII, cayó en desuso, derrumbándose finalmente en 1829. Se restauró entre 1896 y 1900. 
La tercera iglesia en antigüedad es la Catedral ortodoxa de Basilio el Grande, erigida probablemente en el siglo XIV o XV, aunque las leyendas locales atribuyen su construcción a Vladímir el Grande quien la habría construido algún tiempo después del 992.
En 1497, el duque Alejandro I Jagellón erigió una iglesia católica de la Santa Trinidad y un monasterio dominico. En 1554, se construyó otra iglesia católica de madera por orden de la princesa Ana Zbaraska, que se reemplazaría posteriormente la iglesia de San Joaquín y Santa Ana en 1836. En 1755, Ignacy Sadowski, el stárosta de Slónim, mandó construir una iglesia jesuita, y en 1780, se construyó una iglesia grecocatólica dedicada a San Josafat. A continuación de la toma de la ciudad por parte del Imperio ruso, estos santuarios católicos serían confiscados y entregados a las autoridades de la Iglesia ortodoxa rusa, quienes convirtieron a las dos últimas iglesias mencionadas en un monasterio ortodoxo y una iglesia, respectivamente, mientras que el monasterio dominico fue convertido en un edificio administrativo.

## Industria y transporte
En la ciudad existen empresas dedicadas al sector del procesado de madera y de productos agrícolas.
Volodímir-Volinski está conectada a los ferrocarriles Kiev-Kovel-Lviv y al Volodímir-Volinski-Hrubieszów, que principalmente son usadas para el transporte de mercancías.
Se puede acceder en autocar a las ciudades de Kovel, Lviv, Lutsk y Novovolinsk.

### Ciudades hermanadas
- Kętrzyn - Polonia